# Haxe
Haxe — высокоуровневый кросс-платформенный язык программирования с открытым исходным кодом, а также компилятор, с помощью которого можно создавать приложения и генерировать исходный код для разных платформ, сохраняя единую кодовую базу.
Haxe включает в себя функциональность, поддерживаемую на всех платформах, например: числовые типы данных, строки, массивы, а также поддержку некоторых файловых форматов (xml, zip). Haxe также включает в себя поддержку специфических API для каждой целевой платформы компилятора.
Код, написанный на языке Haxe, может быть скомпилирован в код JavaScript, C++, Java, JVM, PHP, C#, Python, Lua и Node.js. Haxe-код также компилируется в SWF, HashLink и Neko, байт-код, а так же может быть выполнен в режиме интерпретации.
Основные пользователи Haxe — это TiVo, Prezi, Nickelodeon, Disney, Mattel, Hasbro, Coca Cola, Toyota и BBC. OpenFL и Flambe — популярные фреймворки Haxe для создания мультиплатформенного контента и программ из единой кодовой базы. Кроме этого, в данный момент активно развивается Snõwkit. В связи с всё большим вытеснением технологии Adobe Flash в последние годы в пользу HTML5, Haxe, Unity и другие кросс-платформенные инструменты уделяют последнему всё больше времени, сохраняя обратную поддержку с Adobe Flash Player.

## Архитектура

### Единый язык
Самым значимым аспектом разработки архитектуры Haxe было решение о поддержке Adobe Flash, JavaScript и серверных приложений единой кодовой базой. В типичных веб-проектах разработчики должны использовать множество разных языков, чтобы построить полноценное веб-приложение:
- PHP или другой серверный язык для генерации HTML;
- JavaScript для манипуляций над HTML на стороне клиента;
- ActionScript для графической части, при использовании Flash;
- XML или похожий протокол для коммуникации между компонентами.

Haxe был создан с идеей объединения всех этих компонентов единой кодовой базой, а также упрощения взаимодействия между компонентами приложения.
В книге, за авторством Николаса Кеннеси (основателя проекта Haxe), указываются первоначальные цели создания Haxe:
- создать язык более мощный, чем ActionScript 2 или ActionScript 3;
- сделать так, чтобы было легко портировать приложения с ActionScript на Haxe;
- сделать язык, поддерживающий разработку для Flash 6, 7, 8 и 9;
- сделать язык, поддерживающий разработку для JavaScript/AJAX;
- сделать язык, поддерживающий разработку серверно-ориентированных программ, вместо PHP или Java.

### Компилятор
Компилятор Haxe разделён на один фронтенд и множество бэкэндов. Фронтенд отвечает за парсинг и проверку типов, применение макросов, общую оптимизацию, различные трансформации кода и создания промежуточного представления кода в виде абстрактного синтаксического дерева (АСД). Каждый из бэкендов отвечает за трансляцию этого АСД в исходный код или байткод целевой платформы.
Компилятор написан на OCaml. Он может быть запущен в режиме сервера для поддержки автодополнения кода в IDE, также в этом режиме поддерживается кэш для уменьшения времени компиляции.

### Производительность
Компилятор Haxe — оптимизирующий компилятор, также использующий подстановку функций, свёртку констант, удаление мёртвого кода (DCE) для оптимизации производительности скомпилированных программ.
Производительность программ, написанных на Haxe, зависит от целевой платформы.
- ActionScript 3: программы, скомпилированные на Haxe, обычно быстрее, чем программы, скомпилированные с помощью Flex SDK ActionScript Compiler.[17] Однако, используя ActionScript Compiler 2 (ASC2) и грамотно составленный код[18], можно добиться сравнимой производительности.
- JavaScript: программы, скомпилированные на Haxe, сравнимы по скорости с программами, написанными просто на JavaScript[19]. OpenFl — самый распространённый фреймворк, который можно запустить на HTML5/JavaScript, но приложения, построенные с помощью этого фреймворка, на текущий момент страдают от потерь производительности на мобильных устройствах[19].
- C++: программы, скомпилированные на Haxe, работают почти также быстро, как и написанные просто на C++, но приложения, построенные с помощью OpenFL, могут страдать от потерь производительности[20].

### Разработка
Разработка Haxe началась в октябре 2005, а первая бета-версия была выпущена в феврале 2006. Haxe 1.0 был выпущен в апреле 2006 и поддерживал трансляцию в Adobe Flash, Javascript и Neko.
Haxe был разработан Николасом Хеннесси (Nicolas Cannasse) и другими авторами, и первоначально был назван haXe, потому что это короткое, простое имя, а также «у него есть X в названии» — атрибут, необходимый для того, чтобы новая технология стала успешной, с юмором отмечал автор языка.
Haxe — это преемник ActionScript 2 компилятора MTASC с открытым исходным кодом, также сделанный Николасом Хеннесси и выпущенный под лицензией GNU General Public License версии 2 или выше.
Haxe имеет много общего с ActionScript 3. Компилятор Haxe разрабатывается на языке OCaml, но для того, чтобы писать на Haxe, знаний OCaml не требуется.
Преимущества использования Haxe включают в себя:
- платформо-независимая разработка;
- разработка на высокоуровневом языке программирования;
- возможность использовать, как целевую платформу, передовые C#.NET и Adobe AIR;
- возможность разработки для устройств, поддерживающих только C++[25].

### Исходный код
Рекомендуемая IDE для разработки на Haxe — это FlashDevelop, которая поддерживает ActionScript 2, 3 и Haxe, как основные языки с подсветкой синтаксиса, автодополнением кода и другими возможностями. Эта IDE также поддерживает сворачивание кода, рефакторинг и интерактивную отладку.
Для того, чтобы использовать уже существующий код, сообщество открытого ПО создало конверторы исходного кода для:
- ActionScript 3 в Haxe[28],
- C# в Haxe[29].

## Поддержка платформ
Язык Haxe можно транслировать в байткод различных виртуальных машин, таких как Adobe Flash Player и Neko, а также в исходные коды ActionScript 3, JavaScript, включая экспериментально поддерживаемые C++ и C#. Эта стратегия «компиляции» в различные исходные коды была разработана под вдохновение парадигмы «один раз написать, запускать где угодно». Данная стратегия также позволяет выбирать программисту наилучшую платформу для работы программ.
| Генератор кода | Результат    | Платформа                                    | Использование                    | Начиная с какой версии Haxe |
| -------------- | ------------ | -------------------------------------------- | -------------------------------- | --------------------------- |
| AVM1           | Байткод      | Adobe Flash Player 6+                        | Desktop, Browser                 | 2005 (alpha)                |
| AVM2           | Байткод      | Adobe Flash Player 9+, Adobe AIR, Tamarin VM | Desktop, Browser, Server         | 2005 (alpha)                |
| ActionScript 3 | Исходный код | Adobe Flash Player 9+                        | Server, Desktop                  | 2007 (1.12)                 |
| C++ (hxcpp)    | Исходный код | Windows, Linux, Mac OS X                     | Server, Desktop, CLI             | 2009 (2.04)                 |
| C++            | Исходный код | Android, Apple iOS, Palm webOS               | Mobile                           | 2009 (2.04)                 |
| C#             | Исходный код | .NET Framework                               | Server, Desktop, Mobile          | 2012 (2.10)                 |
| Java           | Исходный код | Java                                         | Server, Desktop                  | 2012 (2.10)                 |
| JavaScript     | Исходный код | HTML 5, Node.js, PhoneGap                    | Server, Desktop, Browser, Mobile | 2006 (beta)                 |
| Neko           | Байткод      | NekoVM                                       | Server, Desktop, CLI             | 2005 (alpha)                |
| PHP            | Исходный код | PHP                                          | Server                           | 2008 (2.0)                  |
| Python         | Исходный код | Python                                       | CLI, Web, Desktop                | 2014 (3.2)                  |
| Lua            | Исходный код | Lua                                          | Web, Desktop, Mobile             | 2016 (3.3)                  |

## Язык
Haxe — это объектно-ориентированный язык общего назначения, с поддержкой механизма обработки исключений и вывода типов для параметров классов. Также языком и библиотеками поддерживаются обобщённое программирование, рефлексия, итераторы и функциональное программирование. Haxe также, в отличие от многих других языков, одновременно поддерживает и статическую и динамическую типизацию. Компилятор может проверять вывод типов и выдавать ошибки времени компиляции, но также разработчики могут выключить эту проверку, и положиться на динамическую проверку типов целевой платформы.
Язык Haxe похож на ECMAScript, хотя практически любой код на ECMAScript не сможет быть скомпилирован на Haxe без модификации. В отличие от ECMAScript, Haxe — компилируемый язык. Haxe был создан под влиянием ActionScript, Java, и OCaml.
Так как Haxe был основан на ActionScript 3, он поддерживает все функции Flash API, хотя и требует лучше оформленный код и более высокие стандарты разработки, нежели компиляторы Adobe.

### Hello world
Эта программа напишет «Hello World» после компиляции и запуска:
```
class
 
Main
 
{

    
static
 
function
 
main
()
 
{

        
trace
(
"Hello World"
);

    
}

}

```

Проверить этот код можно, сохранив его в файл с именем Main.hx и запустив компилятор Haxe со следующими параметрами: haxe -main Main --interp. Эта команда запустит Haxe Compiler в режиме интерпретации кода и выведет на экран терминала Main.hx:3: Hello world.

### Система типов
Haxe — статически типизированный язык. Он имеет богатую систему типов, включая классы, интерфейсы, функциональные типы, анонимные типы, алгебраические типы данных (ADT, называемые «перечислениями» в Haxe), а также абстрактные типы данных. Классы, алгебраические типы данных и функциональные типы поддерживают параметрический полиморфизм, основанный на стирании типов, в других объективно-ориентированных языках часто называемый «Дженериками».
Haxe включает с себя поддержку ограниченного полиморфизма и полиморфизма подтипов.
К тому же, Haxe поддерживает структурную типизацию и номинальную типизацию. Для облегчения работы программистов и без ущерба безопасности типов, Haxe поддерживает вывод типов, который во многих случаях позволяет не писать типы вручную.

### Классы
Классы (ключевое слово «class») в Haxe похожи на таковые в Java или AS3. Их полями могут быть методы, статические переменные класса или свойства экземпляра класса. Haxe поддерживает атрибуты доступа «public» и «private», а также более продвинутые методы контроля доступа (ACL, ссылки), которые описываются аннотациями.
Методы и статические переменные с постоянным значением могут быть встроены с помощью ключевого слова «inline».
Интерфейсы в Haxe похожи на интерфейсы Java.
```
interface
 
ICreature
 
{

    
public
 
var
 
birth
:
Date
;

    
public
 
var
 
name
:
String
;

    
public
 
function
 
age
():
Int
;

}

class
 
Fly
 
implements
 
ICreature
 
{

    
public
 
var
 
birth
:
Date
;

    
public
 
var
 
name
:
String
;

    

    
public
 
function
 
age
():
Int
 
return
 
Date
.
now
().
getFullYear
()
 
-
 
birth
.
getFullYear
();

}

```

### Перечисления
Перечисляемые типы — это ключевая особенность языка. Перечисления могут иметь собственные параметры, а также быть рекурсивными. Они похожи на алгебраические типы данных, как таковые в языках вроде ML или Haskell. Строго говоря, это правильные типы-суммы, при условии, что типы‑произведения, включенные в них, обязаны быть определены внутри этих типов-сумм. Это значит, что перечисления не просто именованные «магические числа», как в большинстве языков, ими можно элегантно решать сложные архитектурные проблемы:
```
enum
 
Color
 
{

    
red
;

    
green
;

    
blue
;

    
rgb
(
 
r
 
:
 
Int
,
 
g
 
:
 
Int
,
 
b
 
:
 
Int
 
);

}

class
 
Colors
 
{

    
static
 
function
 
toInt
 
(
 
c
 
:
 
Color
 
)
 
:
 
Int
 
{

        
return
 
switch
 
(
 
c
 
)
 
{

            
case
 
red
:
 
0xFF0000
;

            
case
 
green
:
 
0x00FF00
;

            
case
 
blue
:
 
0x0000FF
;

            
case
 
rgb
(
r
,
 
g
,
 
b
):
 
(
r
 
<<
 
16
)
 
|
 
(
g
 
<<
 
8
)
 
|
 
b
;

        
}

    
}

    
static
 
function
 
validCalls
()
 
{

        
var
 
redint
 
=
 
toInt
(
Color
.
red
);

        
var
 
rgbint
 
=
 
toInt
(
Color
.
rgb
(
100
,
 
100
,
 
100
));

    
}

}

```

Haxe также поддерживает параметрические перечисляемые типы. Примером могут послужить реализация типов Option, Either и ConsList, причем ConsList ещё и рекурсивный:
```
enum
 
Option
<
T
>
 
{

    
Some
(
v
:
T
);

    
None
;

}

enum
 
Either
<
T
,
U
>
 
{

    
Left
(
v
:
T
);

    
Right
(
v
:
U
);

}

enum
 
ConsList
<
T
>
 
{

    
Nil
;

    
Cons
(
head
:
T
,
tail
:
ConsList
<
T
>);

}

```

Документация на сайте указывает, что Haxe также поддерживает обобщённые алгебраические типы (GADT), но не приводит пример создания такового.

### Анонимные типы
Анонимные типы определяются с помощью явного описания их структуры, им также можно назначить псевдоним, используя определение типа (ключевое слово «typedef»):
```
typedef
 
Anon
 
=
 
{
 
a
:
Int
,
 
b
:
String
,
 
c
:
Float
->
Void
 
};

```

### Функциональные типы
Функциональные типы являются объектами первого класса в Haxe. Они описываются, используя стрелки между типами аргументов, и между типами и возвращаемым значением, как и в многих других функциональных языках. Однако, в отличие от Haskell или семейства ML, не все функции в Haxe унарные (функции с одним аргументом), по умолчанию они не могут быть частично применены. Таким образом сигнатуры типов в следующих примерах имеют отличное от вышеупомянутых языков значение.
Тип F — это функция, которая принимает Int и String как аргументы и возвращает Float как результат.
В языках, где существуют только унарные функции, этот тип означал бы функцию, которая принимает Int как аргумент и возвращает функцию типа String->Float.
Типы F2 и F3 описывают один и тот же тип. Они оба описывают бинарные функции, которые возвращают бинарную функцию типа F. Для F2 описывается случай использования функционального типа внутри другого определения.
```
typedef
 
F
 
=
 
Int
->
String
->
Float
;

typedef
 
F2
 
=
 
Int
->
String
->
F
;

typedef
 
F3
 
=
 
Int
->
String
->(
Int
->
String
->
Float
);

```

### Абстрактные типы
Концепция, названная абстрактные типы, — это последнее дополнение в систему типов Haxe. Они позволяют повторно использовать существующие типы для специфических целей, например, реализации типов для единиц измерения, при этом сильно уменьшая возможность смешивания разных систем (например мили и километры). Термин «абстрактный тип» в контексте языка Haxe имеет другое значение, в отличие от обычных абстрактных типов.
Следующий пример предполагает, что метрическая система используется по умолчанию, а конвертация в мили необходима, чтобы поддерживать устаревшие данные. Haxe способен автоматически преобразовывать мили в километры, но не в обратную сторону.
```
abstract
 
Kilometer
(
Float
)
 
{

    
public
 
function
 
new
(
v
:
Float
)
 
this
 
=
 
v
;

}

 

abstract
 
Mile
(
Float
)
 
{

    
public
 
function
 
new
(
v
:
Float
)
 
this
 
=
 
v
;

    
@:to
 
public
 
inline
 
function
 
toKilometer
():
Kilometer
 
return
 
(
new
 
Kilometer
(
this
 
/
 
0.62137
));

}

 

class
 
Test
 
{

  
static
 
var
 
km
:
Kilometer
;

  
static
 
function
 
main
(){

    
var
 
one100Miles
 
=
 
new
 
Mile
(
100
);

    
km
 
=
 
one100Miles
;

 

    
trace
(
km
);
 
// 160.935

  
}

}

```

Пример показывает, что не обязательно делать явное преобразование km = one100Miles; для использования корректных единиц.

### Структурная типизация
Структурная типизация играет важную роль во многих функциональных языках программирования и, в то же время, довольно малую в распространенных ООП языках. В отличие от номинальной системы типов, равенство двух типов определяется не равенством каких-либо имён типа, а скорее устройством типа. Структурные типы можно рассматривать как неявные интерфейсы:
```
class
 
FooBar
 
{

   
public
 
var
 
foo
:
Int
;

   
public
 
var
 
bar
:
String
;

   
public
 
function
 
new
(){
 
foo
=
1
;
 
bar
=
"2"
;}

   
function
 
anyFooBar
(
v
:{
foo
:
Int
,
bar
:
String
})
 
trace
(
v
.
foo
);

   
static
 
function
 
test
(){

        
var
 
fb
 
=
 
new
 
FooBar
();

        
fb
.
anyFooBar
(
fb
);

        
fb
.
anyFooBar
({
foo
:
123
,
bar
:
"456"
});

   
}

}

```